# NGC 4005
NGC 4005 es una galaxia espiral S? en la constelación de Leo, cerca del límite con Coma Berenices. De brillo tenue, su magnitud aparente es 13,0. Es miembro de un grupo de galaxias que lleva su nombre, Grupo de NGC 4005.
Fue descubierta el 6 de abril de 1785 por William Herschel.